# Agios Athanasios (Cipro)
Agios Athanasios (Άγιος Αθανάσιος in greco) è un comune di Cipro nel distretto di Limassol di 14.347 abitanti (dati 2011).